# David Mills
Pour les articles homonymes, voir Mills.
David Mills, né en 1944 est un avocat spécialisé dans l'ouverture de comptes dans les paradis fiscaux. Il est l'époux de la ministre de la Culture du Royaume-Uni, Tessa Jowell. Le couple s'est officiellement séparé depuis mars 2006. 
Il fut l'avocat de l'homme politique italien Silvio Berlusconi pendant plusieurs années. Le 30 octobre 2006, le juge des audiences préliminaires de Milan, Fabio Paparella,  l'a renvoyé, ainsi que son avocat le Britannique David Mills, devant la justice pour corruption en matière d'actes judiciaires. Le juge reproche à David Mills d'avoir fait plusieurs faux témoignages en faveur de Silvio Berlusconi lors de deux procès impliquant la Fininvest. Condamné en appel à quatre ans et demi de prison, il a été relaxé fin février 2010 par la Cour de cassation qui a jugé les faits prescrits.